# Андреев, Иван Иванович (химик)
Иван Иванович Андреев (8 июля [20 июля] 1880, Белозерск, Новгородская губерния — 16 декабря 1919) — русский учёный-химик, основоположник отечественной азотной промышленности, автор технологии производства азотной кислоты контактным окислением аммиака.

## Биография
Родился 1 августа (по новому стилю) 1880 года в Белозерске Новгородской губернии, в семье мещан.
Начальное образование получил дома, затем закончил Новгородскую классическую гимназию с золотой медалью.
В 1899 году поступил на физико-математический факультет Петербургского университета. Увлёкшись химией ещё в гимназии, на физико-математическом факультете Петербургского университета он выбрал группу химии. По свидетельствам очевидцев Иван был очень способным студентом, жадно впитывающим знания и всё новое в жизни.
В 1902 году за участие в студенческих революционных волнениях был исключён из университета с четвёртого курса. Из-за невозможности получить образование в России, он отправился в Германию, при этом не изменил своей привязанности к химии.
В 1906 году Андреев блестяще окончил физико-химический институт Высшей технической школы в городе Карлсруэ и получил диплом инженера-электрохимика первой степени. По возвращении в Петербург молодой учёный продолжил начатую ещё в Германии научную работу, связанную с изучением скорости роста и растворения кристаллов и кристаллических граней. Результаты этих исследований, проведённых Андреевым в лабораториях Петербургского университета и политехнического института исследований, опубликованные и в России, и в Германии, получили высокую оценку коллег, и физико-химический институт Карлсруэ присвоил Андрееву звание доктора-инженера.
Андреев углубился в изучение математики, ибо считал, что фундаментальные знания в этой области помогут ему найти самый верный и короткий путь в новых исследованиях. Он стал одним из первых русских учёных, отвергавших узкую специализацию и считавших, что к успеху ведёт деятельность на стыке нескольких наук.
Научные интересы Андреева были весьма разнообразны и порой даже противоположны, но при этом каждую свою работу он доводил до логического завершения, до последней точки: исследования растворения золота в цианистом калии (1908), изучение химического действия ультрафиолетовых лучей (1911, 1914).
В 1912 году Андреев сдал экзамен на звание магистра в Петербургском университете, том самом университете, из которого десять лет назад был исключён. В том же году состоялся первый выход учёного-теоретика в практику. Андреева пригласили на фабрику общества «Богатырь» для организации лаборатории по изысканию способов получения синтетического каучука. Итогом этой работы стала монография, которая так и называлась: «Синтетический каучук» (1914).
В 1913—1914 годах продолжил образование в Цюрихском политехническом институте. Там в то время работал Альберт Эйнштейн, лекции которого посещал Андреев. Русский учёный участвовал в работе эйнштейновского коллоквиума и сам выступал с докладами. Так физическая химия стала сферой интересов Андреева.
С началом Первой мировой войны Андреев был приглашён во вновь созданную Центральную научно-техническую лабораторию военного ведомства в качестве заместителя, а по сути — руководителя отдела неорганической и физической химии. В лаборатории Андреев провёл первые исследования по окислению аммиака кислородом воздуха. Там же он встретился с молодым инженером А. Колосовым, будущим единомышленником и соратником в деле создания азотной промышленности России, который увлёк его идеей азотных соединений, в частности, — калиевой селитрой — основной компонентой чёрного дымного пороха. Для получения взрывчатки требовалась азотная кислота, которую получали путём воздействия серной кислоты на чилийскую селитру. До войны вся русская военная промышленность работала на чилийском сырье, которое доставляли через Германию. С началом войны Россия осталась без источника стратегического сырья, поскольку военно-морской флот Германии блокировал берега Чили.
В 1914 году Андреев предложил использовать аммиачную воду, получаемую при коксовании каменного угля, для производства азотной кислоты. Тогда же он начал исследования по получению азотной кислоты принципиально новым способом — путём окисления аммиака в присутствии катализатора. В докладной записке от 29 декабря 1914 года он предложил новый способ получения азотной кислоты путём контактного окисления газообразного аммиака. Эта идея родилась у него во время поездки в Донбасс с комиссией, изучавшей проблему получения исходного сырья для толуола из отходов коксохимического производства. Комиссия по заготовке взрывчатых веществ рассмотрела предложение Андреева и поручила ему возглавить исследовательские работы по окислению аммиака коксового производства в азотную кислоту. Сроки поставили жёсткие: исчерпывающий материал для проектирования крупного завода нужно было выдать меньше, чем за год. За короткий промежуток времени он исследовал весь процесс (сначала в лабораторных, а затем в полузаводских условиях), сконструировал контактный аппарат, провёл изыскание кислотостойких материалов, решил вопросы, связанные с извлечением аммиака из аммиачной воды коксохимических заводов и с его очисткой. После ряда проведённых лабораторных опытов, Иван Иванович пришёл к выводу, что наиболее подходящей контактной массой для самого полного окисления аммиака может быть платина, а также её сплавы с металлами платиновой группы.
В 1915 году Андреев с двумя своими сотрудниками отправляется в Макеевку на коксохимический завод одной из бельгийских фирм, чтобы в условиях, максимально приближённых к производству, отработать данные для проектирования опытно-промышленной установки. При новом способе производства азотной кислоты её даже проектная стоимость составляла полтора рубля за пуд, что было в три с половиной раза дешевле прежней, получаемой из селитры. После успешного завершения работ Андреев, взяв патент на разработанный им метод окисления аммиака, безвозмездно передал своё детище Российскому государству на дело обороны страны.
5 ноября 1915 года, ещё до окончания макеевских испытаний, председатель Химического комитета академик, генерал-лейтенант В. Н. Ипатьев возглавил созданную временную хозяйственную комиссию по строительству азотного завода в Юзовке. Заведующий отделом неорганической химии Центральной научно-технической лаборатории военного ведомства Иван Иванович Андреев стал консультантом по постройке завода, строителем назначили доцента кафедры Петроградского технологического института инженера-технолога Н. М. Кулепетова, его помощниками — инженеров-металлургов И. В. Гервасиева и А. К. Колосова.
В это же время концессии на постройку и эксплуатацию подобного завода в России по своему проекту добивались иностранные специалисты. Английские и норвежские эксперты с апломбом твердили о невозможности применения изобретаемых Андреевым больших контактных аппаратов, указывали на недостатки в его проекте и расхваливали свой. Но на очередном заседании Химического комитета выкладки и доводы в защиту собственного «детища» Ивана Ивановича Андреева были настолько убедительными, что даже самые ярые приверженцы иностранцев признали лучшим русский проект.
В результате в 1917 году был пущен первый русский завод для получения азотной кислоты и аммиачной селитры по способу Андреева.